# Molva
Molva – rodzaj ryb z rodziny dorszowatych (Gadidae), czasami wyodrębniany do rodziny Lotidae. Występują w północnym Oceanie Atlantyckim i Morzu Śródziemnym. Charakteryzują się obecnością dwóch płetw grzbietowych i jedną odbytową. Otwór gębowy jest zaopatrzony w dobrze rozwinięte zęby. Wszystkie gatunki są poławiane komercyjnie.

## Klasyfikacja
Gatunki zaliczane do tego rodzaju:
- Molva dypterygia – molwiniec[3], molwa niebieska[4]
- Molva macrophthalma – molwa smukła[4], molwiniec śródziemnomorski[5], molwa hiszpańska[6]
- Molva molva – molwa[3], molwa pospolita[7]

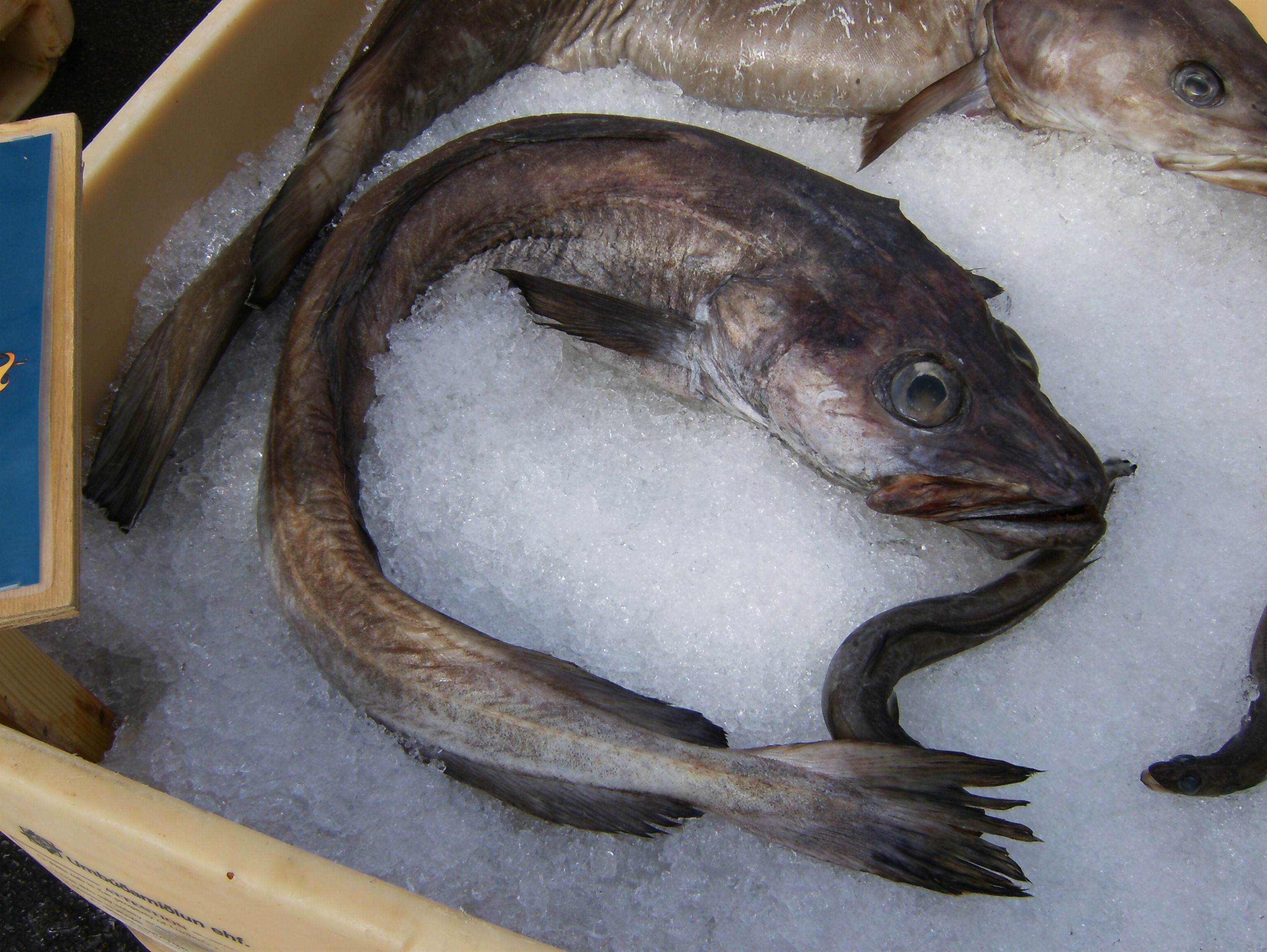
Molva dypterygia
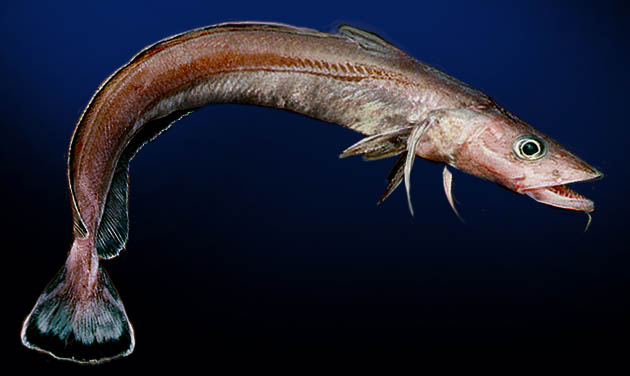
Molva macrophthalma